# Málaga Open
El Málaga Open es un torneo de tenis profesional que se juega en pista dura. Actualmente forma parte del Challenger Tour de la Asociación de Tenistas Profesionales (ATP). Se lleva a cabo en Málaga, España, con la primera edición jugada en 2022.

## Palmarés

### Individuales
| Año  | Campeón            | Finalista       | Resultado     |
| ---- | ------------------ | --------------- | ------------- |
| 2022 | Constant Lestienne | Emilio Gómez    | 6-3, 5-7, 6-2 |
| 2023 | Ugo Blanchet       | Mattia Bellucci | 6-4, 6-4      |

### Dobles
| Año  | Campeones                     | Finalistas                       | Resultado           |
| ---- | ----------------------------- | -------------------------------- | ------------------- |
| 2022 | Altuğ Çelikbilek Dmitry Popko | Daniel Cukierman Emilio Gómez    | 6–7(4), 6–4, [10–6] |
| 2023 | Julian Cash Robert Galloway   | Andrew Harris John-Patrick Smith | 7–5, 6–2            |